# Congreso Nacional Armenio
El Congreso Nacional Armenio (en armenio: Հայ Ազգային Կոնգրես, Hay Azgayin Kongres) es un partido político de Armenia, fundado en 2008 y cuyo líder es el expresidente Levon Ter-Petrosián. Su predecesor directo fue el Movimiento Nacional Pan-Armenio.
A menudo es abreviado como ՀԱԿ o HAK, manteniendo su ortografía armenia, pero es ocasionalmente referenciado como ANC por los medios de comunicación ingleses, incluyendo en su sitio web oficial.
Entre 2008 y 2013 fue una coalición de 13 partidos de oposición. Pero en 2013, cuando ciertos partidos abandonaron el Movimiento Nacional Pan-Armenio, el resto de la coalición decidieron colectivamente durante una conferencia, crear un nuevo partido político llamado Congreso Nacional Armenio.

## Objetivos del Partido
El HAK establece 5 objetivos principales:
- La liberación inmediata de todos los presos políticos.
- Lograr una verdadera libertad de expresión, más el acceso a los medios de comunicación, y a la convocación de asambleas y reuniones.
- Llevar a cabo una investigación totalmente independiente sobre los crímenes del 1 de marzo, con la ayuda significativa de expertos internacionales.
- Establecer diálogos con las autoridades, en relación con reformas democráticas, después del cumplimientos de al menos el primer objetivo.
- Autorizar la convocación de primarias presidenciales y parlamentaria.

## Protestas en 2011
Durante las protestas en 2011, el HAK tuvo un importante rol en organizar manifestaciones y presionar al gobierno del presidente Serzh Sargsián, quién derrotó a Ter-Petrosián en las elecciones presidenciales de 2008, para que aceptase las demandas propuestas por los manifestantes. La muerte de 10 partidarios de Ter-Petrosyan a raíz de las protestas, que continuaron tras la dudosa victoria de Sargsián en las elecciones, se convirtieron en un punto a favor para los protestantes.
Las relaciones entre el HAK y el partido liberal Patrimonio, un partido de oposición, han sido históricamente inestables, con diferencias en las tácticas durante las protestas de 2011, que hicieron ampliar sus diferencias

## Elecciones parlamentarias de 2012
Tras las elecciones parlamentarias de 2012, el HAK logró obtener 7 escaños en la Asamblea Nacional de Armenia.

## Referéndum constitucional de Armenia de 2015
En el referéndum constitucional que se llevó a cabo en 2015, el HAK ''no'' se involucró en el proceso. Su líder, Ter-Petrosián, declaró que "los cambios constitucionales iniciados por Serzh Sargsián, destruyeron las bases del Estado".

## Resultados electorales

### Asamblea Nacional
| Año  | Votos   | %    | Escaños | +/- |
| ---- | ------- | ---- | ------- | --- |
| 2012 | 106 903 | 7.08 | 7/131   | +7  |
| 2017 | 25 975  | 1.66 | 0/105   | -7  |